# Bembradium furici
Bembradium furici är en fiskart som beskrevs av Pierre Fourmanoir och Rivaton, 1979. Bembradium furici ingår i släktet Bembradium och familjen Bembridae. Inga underarter finns listade.